# ريتشارد سيمون (رسام)
ريتشارد سيمون (بالألمانية: Richard Simon)‏ هو رسام ألماني، ولد في 1898 في ميونخ في ألمانيا، وتوفي في 4 يوليو 1993 في برلين في ألمانيا.